# Wilkom

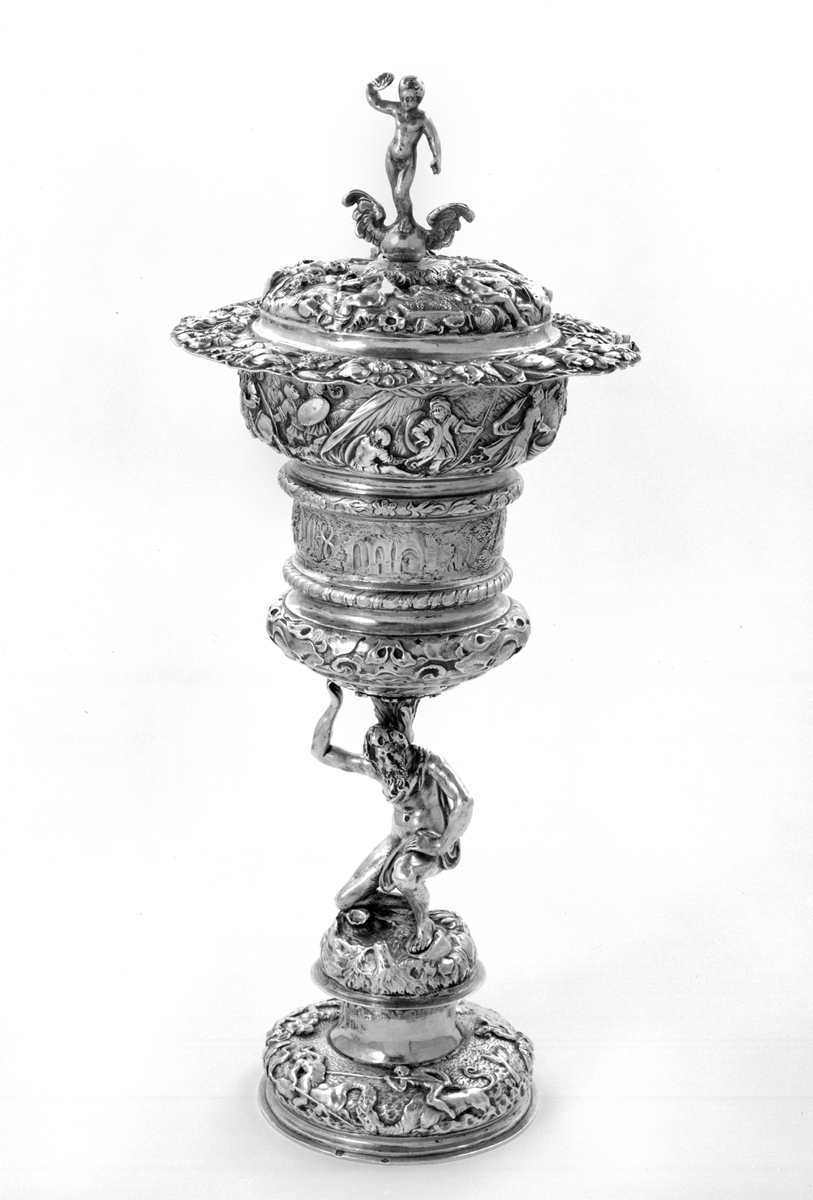
Wilkom

Wilkom, inaczej szklenica godowa (staropol.) – duży, ozdobny, szklany lub z cyny, puchar służący w XVI-XVII w. do picia piwa przy uroczystościach cechowych lub do wina. W ramach powitania musiał on zostać opróżniony przez nowo przybyłych gości (nazwa wywodzi się od niemieckiego powitania: willkommen – dobrze witany). Zwyczaj ten kultywowała szlachta oraz cechy miejskie. Wilkomem np. spełniano uroczyste toasty za zdrowie i powodzenie nowego członka cechu w czasie fundowanego przezeń biesiady, za gościa lub za starszego członka po okresie jego nieobecności (wg przekazu gdańskiego cechu młynarzy z 1925, na ekspozycji w Muzeum Narodowym w Gdańsku).
Polskie szklane wilkomy zdobiono ceramicznymi farbami naszkliwnymi, malując nimi obrazki obyczajowe uzupełniane napisami. Niemieckie wilkomy często miały pokrywę.